# 東方昇
王嘉偉（英語：Wong Kar Wai；1986年4月18日—），藝名東方昇，香港男演員，現為毛記電視數碼經理、導演、節目監制及「偽員」（藝員）。其藝名惡搞自無綫新聞策劃主任兼資訊專題節目監製方東昇。

## 簡歷
王嘉偉祖籍上海，早年就讀沙田循道衛理小學，中學畢業於沙田循道衛理中學。曾在香港公開大學修讀心理學，自修廣告設計。他亦曾在香港商業電台、天比高與林日曦共事過，之後於2015年4月過檔《100毛》和毛記電視。2015年5月18日，毛記電視開台後以藝名“東方昇”亮相，其頭部常繫染血白巾（上曾有林夕親筆簽名，2016年後更換為純染血白巾）的造型深受網民歡迎。
王嘉偉亦於其「東方昇」Facebook專頁使用簡體中文以示愛國，以示他於毛記電視「愛國主播」的定位。在主持《六點半左右新聞報道》時，因先後扮演「豬肉佬」、電話訪問建制派議員以及採訪時任香港行政長官梁振英女兒梁齊昕而知名。
除此之外，王嘉偉亦曾飾演「李老闆」、「錢減樂」、「周窿」等多個角色，為網民激讚。

## 爭議

### 「一戴一露」引發非議
2016年1月15日，因為毛記電視「偽員」東方昇惡搞2016年度香港行政長官施政報告的重點「一帶一路」，引發親建制左報媒體的轟擊。
《文匯報》當日的「廿四味」專欄作者徐庶指《蘋果日報》的「蘋論」吹捧分獎禮，「為明嘲暗諷大陸地、放大本土意識的言行搖旗吶喊，為了荼毒青少年」亦批評《100毛》是一份教壞青少年的「大毒物」。該評論文章指控《毛記電視》對象為青少年，引申了反對派為荼毒青少年，從小就做工夫，進行洗腦。反對派政客和藝人經常在其中客串，引誘青少年走入邪路。該文章亦批評施政報告被毛記電視及《100毛》「惡搞」。「將行政長官醜化，「一帶一路」變成了「一戴一露」，『毛記電視』的男主持赤裸上身，戴着女人的胸圍，但又扯下一邊露點，『內容低俗，非常醜陋』。」
就此事件，東方昇僅以一貫「曲線」方式，「感謝國家肯定」。而創辦人林日曦亦以「曲線」方式，以示「否定」蘋果日報的報道。

### 立法會選舉期間涉嫌誤導選民
2016年9月1日，「毛記電視」在facebook專頁上載影片，主持「東方昇」等人在片中佩戴「我愛周浩鼎」布條，並聲稱民建聯立法會「超級區議會」界別候選人周浩鼎「選情唔急」。當晚周浩鼎競選團隊到廉政公署投訴「毛記電視」散播錯誤信息，嚴重破壞選舉公平。周浩鼎指有關片段是誤導市民，嚴重打擊其選情，涉嫌觸犯《選舉（舞弊及非法行為）條例》。其後毛記電視將相關影片刪除，但未有道歉。是次是「毛記電視」繼年初新界東補選之後，再次被指惡搞周浩鼎。

### 觀塘海濱「露天浴場」
2021年4月25日下午，東方昇到觀塘海濱花園直播，在音樂噴泉互動嬉水區脫去外衣，並使用梘液作狀洗澡，以表達將噴泉變成自己的「露天浴場」，諷刺噴泉是「小白象」工程，但數分鐘後被公園保安和職員阻止，亦被旁觀市民上前批評。康文署晚上回覆傳媒查詢表示，當日下午有市民在嬉水區內嬉水時使用梘液，為免影響其他使用設施的市民，以及及防止市民滑倒，場地職員即時阻止，並圍封有關範圍清潔。署方亦不點名籲使用者著重公德和不要對他人造成妨礙或滋擾。4月26日，康文署宣布受梘液影響導致大量泡沫，觀塘海濱音樂噴泉暫停開放，直至5月3日重新開放。
根據律政司出版的《香港刑事檢控2021》披露，在香港特別行政區訴王嘉偉(觀塘裁判法院傳票案件2021年第13916號)一案中，本身為網上喜劇演員的東方昇在政府於觀塘新啓用的音樂噴泉以梘液洗澡，並於網上直播過程。被告人的行為導致音樂噴泉及嬉水區因水質懷疑受污染而關閉。被告人被起訴，並被裁定在遊樂場地作出擾亂秩序及不雅的行為罪成，但未有公開其判罰。

## 影視作品

### 電視劇
- 2015年：毛記電視《犬時代》 飾 李老闆
- 2016年：港台電視31《我的家庭醫生 II：查理的痛》 飾 東方昇
- 2018年：中國數碼娛樂《向西聞記》 飾 雲哥

### 電影
- 2016年：《導火新聞線》 飾演 記者
- 2021年：《Bad Acting》飾演 東方昇
- 2023年：《全個世界都有電話》飾演 保安員
- 2024年：《爸爸》飾演 阿細

### 配音
- 2018年：ViuTV 《眾神的大陸》
- 2020年：ViuTV 《點擺》
- 2021年：ViuTV 《闖蕩埃及》

### 綜藝節目
- 2016年：毛記電視第一屆十大勁曲金曲分獎典禮
- 2016年：萬千呃Like賀台慶
- 2018年：東方昇特異功能救香港
- 2018年：Good Night Show全民星戰 - 第26集
- 2021年：調查男女 - 第10集

## 音樂作品
- 給方東昇的情書
- 最乖拍檔
- 肺炎Disco
- Imagine
- 羞家baby（ff的s）
- So99y So99y（ff的s）
- 心急男人上（ff的s）（王宗堯合唱）
- 歲月哥哥（羅若off合唱）
- 愛是香港是愛（毛記群星合唱）
- 財神爺 is coming to town（毛記群星合唱）
- 元旦大遊行
- 登記做選民香港人（Featuring 國家級合唱團）

## 主持

### 毛記電視
- 2015年：《六點半左右新聞報道》
- 2017年：《國家級任務》
- 2019年：《專家Dickson一個人的童話式婚禮》
- 2020年：《六點半左右肺炎報道》
- 2020年：《圍爐取戀》
- 2020年：《毛記演偽人協會》
- 2023年：《師傅到》

## 著作
- 《北韓包膠》（2017）
- 《國家級任務Behind the 癲》（2020）

## 獎項
| 年份 | 頒獎典禮                   | 獎項                 | 作品                                        | 結果 |
| ---- | -------------------------- | -------------------- | ------------------------------------------- | ---- |
| 2016 | 第一屆十大勁曲金曲分獎典禮 | 十大勁曲金曲獎第五位 | 《羞家BABY》                                | 獲獎 |
| 2016 | 萬千呃Like賀台慶           | 最Like男主角         | 《Don't Drop Presentation》飾演 Don't Drops | 提名 |

## 外部連結
- 東方昇的Facebook專頁
- 東方昇的Instagram帳戶